# 테살리아

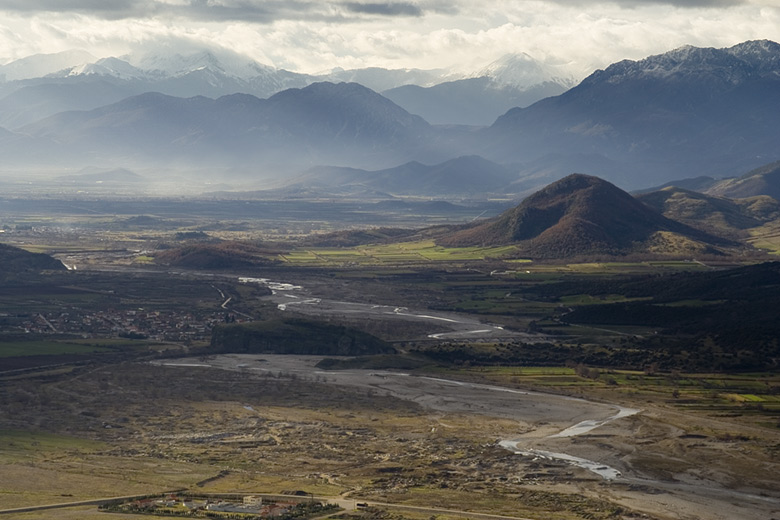

테살리아(그리스어: Θεσσαλία, 고대 그리스어: Πετθαλία 또는 'Petthalía'; 페탈리아)는 그리스의 전통적인 지역 가운데 한 곳이다. 현대 그리스 북부에 위치하며, 중심 도시는 라리사이다.
마케도니아와 서트라키아와 더불어 이 지역을 비공식적으로 "북부 그리스"라 칭하기도 하였다. 그리스 암흑 시대 이전에 테살리아는 아이올리아(Aeolia)라고 하였는데, 그리하여 호메로스의 오디세이아에도 등장하는 지명이다.

## 지리
트리칼라와 라리사 저지가 중앙에 평원을 이루며, 주변으로 산맥이 감싸돌고 있다. 이 곳에는 여름과 겨울의 차이가 심한데, 여름에는 비가 많아 토지를 비옥하게 한다. 그리하여 테살리아는 "그리스의 곡창"으로 불리기도 한다. 그러나 먼 옛날 이 평야 지역은 내해였다. 페레우스강(살람브리아강)이 템페 계곡을 뚫고 길을 내면서 테살리아 호수의 물이 살로니키만으로 빠져나가 면서 마른 땅이 되었다.
이 지역은 지형의 경계가 분명하다. 할시아(Chásia)와 캄부니아(Kamvounia) 산맥이 북쪽에 있으며, 그리스에서 가장 높은 올림포스산 고지가 북동쪽에 있다. 서쪽으로는 핀도스산맥이 있으며, 남동쪽으로는 오사산과 필리오산이 있다. 피니오스강의 몇몇 지류가 이 지역으로 흐른다.

## 교통
아테네와 테살로니키간 E75 도로와 주요 철로가 테살리아를 지난다. 테살리아는 볼로스와 라리사에서 그리 떨어지지 않은 네아 앙키알로스에 있는 중앙그리스 국제 공항을 통하여 유럽의 다른 지역과 직접 연결되어 있다. 오늘날까지 전세 항공 노선이 운항하여 필리오(Πήλιο)와 메테오라 등 여러 지역으로 관광객을 데려오고 있다. 시간당 승객 1500명을 수용할 수 있는 새 정류장과 새 항공 노선도 갖추고 있다.
볼로스는 테살리아 평야의 남쪽에 위치한 오래된 항구로 그리스 신화에서 사람들이 아르고라는 배를 타고 금양모(金羊毛)를 찾아 출발했던 항구이다. 라리사는 철도 교통의 이 지역의 중심지이다.

## 역사
테살리아는 기원전 2500년경의 신석기 시대 유적이 발견되었고 청동기 시대에는 일부 지역에서 미케네 문명의 흔적이 발견되었으나 다른 지역에 비해 그렇게 발달한 문화는 아니었다. 고대 그리스 시절에는 테살리아의 저지대의 귀족가문, 라리사의 알레우아드 가문과 크라논의 스코파드 가문같은 귀족가문들이 동맹을 이루어 통치하면서 테살리아 지방 전역에 동맹을 이루었다. 전통적으로 테살리아의 평지에서는 말의 조련이 뛰어나 테살리아 기병대를 배출하는 것으로 유명했다.
그리스-페르시아 전쟁 당시에는 알레우아스 가문이 페르시아 제국을 지원했고 기원전 4세기 이후 주로 마케도니아 왕국의 속주로 지배를 받았다. 기원전 148년경 로마는 테살리아를 마케도니아 속주에 합병하였고 300년경 디오클레티아누스 치세 때 따로 테살리아 속주로 분리되었다. 이후 로마가 무너진 후 비잔티움 제국의 영토로 남아있다가 제4차 십자군 원정의 결과로 세워진 테살로니카 왕국의 일부가 되고 다시 에페이로스 공국의 통치(1224-1230), 테살리아 공국(1230년 이후 에페이로스에서 분리된 공국)과 세르비아인, 비잔티움 제국의 통치를 받다가 1394년에 오스만 제국의 영토가 되고 1881년까지 통치하다가 그리스로 양도되었다.

## 행정 구역
테살리아는 그리스의 행정 구역에서 테살리아주를 형성하고 있다. 카르디차현, 라리사현, 마그네시아현, 트리칼라현이 아티키 주에 속한다.